# Côte-du-Sud

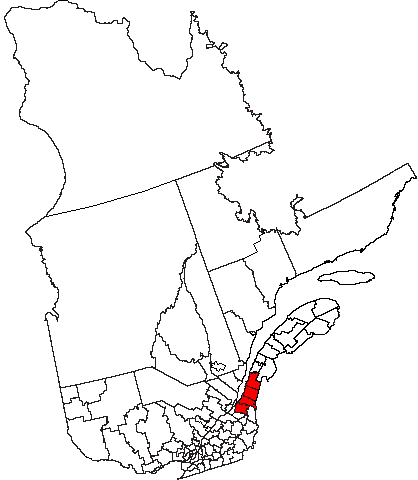
Côte-du-Sud na mapie Quebecu

Côte-du-Sud (fr. „Południowy Brzeg”) – region historyczny w kanadyjskiej prowincji Quebec, będący jednym z jej najwcześniej zasiedlonych obszarów. Rozciąga się od miasta Québec na południowym brzegu Rzeki Świętego Wawrzyńca między gminami Beaumont i Saint-André. W przybliżeniu obejmuje obszar czterech MRC: Bellechasse, Montmagny, L’Islet i Kamouraska.
Region składa się z wybrzeża ze swoimi licznymi miejscowościami oraz z wnętrza lądu (fr. arrière-pays), które jest słabo zaludnione i ciągnie się aż do granicy ze Stanami Zjednoczonymi.

## Historia
Jako że w początkach kolonizacji rzeka stanowiła jedyną drogę transportu, pierwsze osady powstawały wyłącznie wzdłuż wybrzeży.  W regionie miasta Québec powstały określenia nazywające różne fragmenty wybrzeża: Wybrzeże Beaupré (la côte de Beaupré) na północy, Wybrzeże Lauzon (la côte de Lauzon) na południu i Wybrzeże Południowe (la côte du Sud) dalej w dolnym biegu rzeki.
W 1637 roku został utworzony pierwszy seniorat w Côte-du-Sud, Bellechasse. Kolejny (Rivière-du-Sud) powstał w 1646 roku, a trzeci (Aulnaies) w 1656 roku. W latach 1670 powstało kolejnych czternaście. Od tego czasu termin „Côte-du-Sud” wszedł w użycie. Pod koniec panowania francuskiego 10 tys. z ok. 60 tys. mieszkańców ówczesnej Nowej Francji zamieszkiwało ten region.
Po podboju brytyjskim tuzin nowych parafii zostało założonych na nizinach i na zboczach Appalachów. Budowa kolei Grand Tronc w 1859 roku ciągnącej się aż do Rivière-du-Loup oraz rozwój sieci dróg doprowadziły do powstania ponad trzydziestu nowych miejscowości w arrière-pays appalaskim. Jednakże duży przyrost ludności na przełomie XX wieku spowodował emigrację mieszkańców do innych regionów Quebecu oraz do Stanów Zjednoczonych.

## Gospodarka
Gospodarka Côte-du-Sud tradycyjnie opiera się na rolnictwie, rybołówstwie i leśnictwie, rozwinął się tutaj jednak również przemysł, zwłaszcza w Montmagny, L’Islet i La Pocatière. Ruch turystyczny istniał tu już w XIX wieku dzięki kąpieliskom mieszczącym się na wybrzeżu, dziś również pozostaje istotny, zwłaszcza w takim miejscowościach jak Saint-Jean-Port-Joli czy Kamouraska.

## Podział administracyjny
Region historyczny Côte-du-Sud podzielony jest między trzy regiony administracyjne: Chaudière-Appalaches na zachodzie i Bas-Saint-Laurent na wschodzie. Pojawiały się głosy za zmianą tego podziału, tak aby lepiej odzwierciedlał poczucie przynależności miejscowej ludności i historię.